# Tapijt van Sierpiński
Het tapijt van Sierpiński is een fractal die teruggaat op de Poolse wiskundige Wacław Sierpiński.  
Uit een vierkant wordt precies in het midden een vierkant verwijderd dat één-negende gedeelte van het vlak beslaat. Vervolgens worden deze procedure herhaald in elk van de overgebleven acht deelvierkanten. De procedure wordt oneindig herhaald (in het onderstaande plaatje vijf keer).  
| Tapijt van Sierpiński: |        |        |        |        |        |
|                        |        |        |        |        |        |
| Fase 0                 | Fase 1 | Fase 2 | Fase 3 | Fase 4 | Fase 5 |

De Hausdorff-dimensie van een tapijt van Sierpiński bedraagt 
{\displaystyle \,{\frac {\ln 8}{\ln 3}}\approx 1{,}8928};
De oppervlakte van het tapijt van Sierpiński is nul (in standaard Lebesgue-maat).
De constructie lijkt sterk op de constructie van een Cantorverzameling, waar uit een lijn het middelste gedeelte wordt verwijderd, of op de driehoek van Sierpiński, waar uit een driehoek het middendeel wordt verwijderd. In drie dimensies volgt uit de constructie van een tapijt van Sierpiński de constructie van een Spons van Menger.

## Brownse beweging in een tapijt van Sierpiński
De brownse beweging op een tapijt van Sierpiński heeft de laatste jaren de aandacht getrokken. Martin Barlow en Richard Bass hebben aangetoond dat een toevalsbeweging op het tapijt van Sierpiński langzamer verstrooit dan een onbelemmerde toevalsbeweging in het vlak. Deze laatste bereikt een gemiddelde afstand die proportioneel is aan n1/2 na n stappen, maar de toevalsbeweging op het discrete tapijt van Sierpiński bereikt slechts een gemiddelde afstand die proportioneel is aan n1/β voor een willekeurige β > 2. 
Zij toonden ook aan dat de toevalsbeweging voldoet aan 'sterkere, grotere afwijkingen toestaande ongelijkheden' (de zo genoemde "sub-gaussiaanse ongelijkheden") en dat het voldoet aan de elliptische ongelijkheid van Harnack zonder te voldoen aan de parabolische ongelijkheid. Het bestaan van zo'n voorbeeld was vele jaren een open vraag. 

## Computer-programma
Het volgende Java-applet toont een tapijt van Sierpiński met behulp van een recursieve methode:
```
import
 
java.awt.*
;

import
 
java.applet.*
;

 

public
 
class
 
SierpinskiCarpet
 
extends
 
Applet
 

{

    
private
 
Graphics
 
g
 
=
 
null
;

    
private
 
int
 
d0
 
=
 
729
;
 
// 3^6

    
public
 
void
 
init
()
 

    
{

        
g
 
=
 
getGraphics
();

        
resize
(
d0
,
 
d0
);

    
}

    
public
 
void
 
paint
(
Graphics
 
g
)
 

    
{

        
// Rekursion starten:

        
drawSierpinskiCarpet
 
(
0
,
 
0
,
 
getWidth
(),
 
getHeight
()
 
);

    
}

    
private
 
void
 
drawSierpinskiCarpet
(
int
 
xOL
,
 
int
 
yOL
,
 
int
 
breedte
,
 
int
 
hoogte
)
 

    
{

        
if
 
(
breedte
>
2
 
&&
 
hoogte
>
2
)
 

        
{

            
int
 
b
 
=
 
breedte
/
3
;

            
int
 
h
 
=
 
hoogte
/
3
;

            
g
.
fillRect
 
(
xOL
+
b
,
 
yOL
+
h
,
 
b
,
 
h
);

            
for
 
(
int
 
k
=
0
;
 
k
<
9
;
 
k
++
)
 
if
 
(
k
!=
4
)
 

            
{

                
int
 
i
=
k
/
3
;

                
int
 
j
=
k
%
3
;

                
drawSierpinskiCarpet
 
(
xOL
+
i
*
b
,
 
yOL
+
j
*
h
,
 
b
,
 
h
);
 
// Recursie

            
}

        
}

    
}

}

```